# Bibliothèque Ambrosienne
Pour les articles homonymes, voir Ambrosiana.

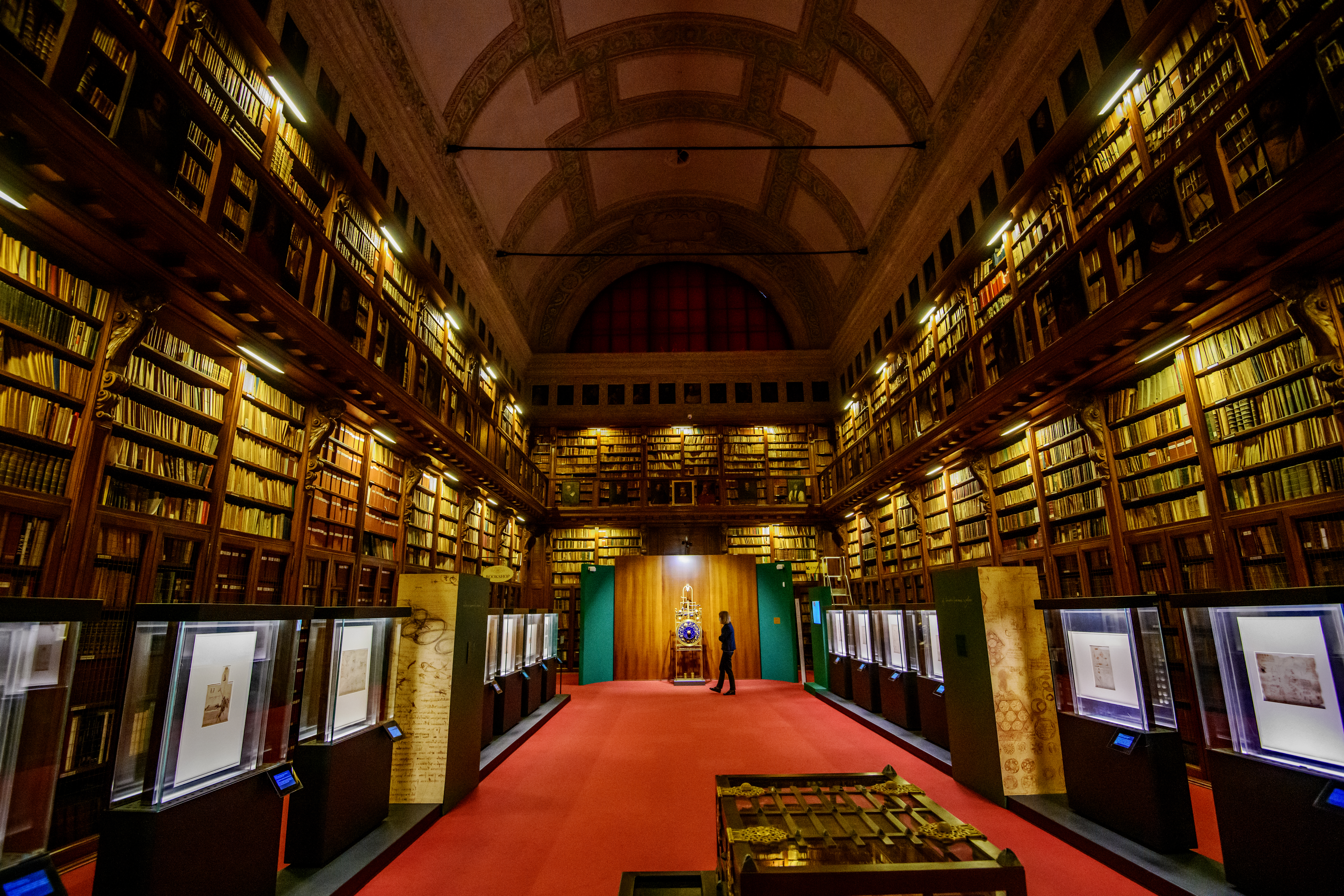
Bibliothèque Ambrosienne.

La Bibliothèque Ambrosienne (en italien, Biblioteca Ambrosiana) est une bibliothèque historique de Milan, fondée le 8 décembre 1609 avec l'ouverture de la salle de lecture publique, dénommée « Sala Fredericiana », dans le bâtiment où se trouve également la Pinacothèque Ambrosienne.
Portant toutes deux le nom d'Ambroise de Milan, le saint patron de Milan, elles ont été fondées par le cardinal Federico Borromeo (1564-1631).

## Histoire
Federico Borromeo, cardinal de Milan, réfléchit au projet - durant son séjour à Rome entre 1585 et 1595, puis entre 1597 et 1601 - d'une nouvelle institution culturelle de haut niveau artistique, littéraire et scientifique, « pour un service universel » à la gloire de Dieu et pour promouvoir les valeurs humanistes. Revenu à Milan en 1601, il envoie un émissaire en Europe et dans le monde, ayant pour charge de rassembler une collection de manuscrits et impressions de toutes les cultures existantes.
En 1603, le projet architectural est lancé, la direction confiée aux architectes Lelio Buzzi et Francesco Maria Richini. En 1611, Fabio Mangone (it) prend leur suite et ajoute à l'édifice les deux salons pour l'Académie et la collection d'œuvres d'art. Entre 1826 et 1836, Giacomo Moraglia (it) réalise, en lieu et place de l'église Santa Maria della Rosa, la cour de style néoclassique et revoit l'entrée principale qu'il place sur le côté nord de la future bibliothèque, en incorporant la salle Renaissance de la Confraternita del Pio Istituto di Santa Corona. En 1923, la cour néoclassique est transformée pour devenir la salle de lecture actuelle.
En 1928, l'édifice voisin, fondé par saint Charles Borromée et appartenant aux Oblati, ainsi que l'église Santa Maria Maddalena al Santo Sepolcro, datant de plus de mille ans, sont annexés pour recevoir les collections ambrosiennes. Après les bombardements de 1943, les travaux de reconstruction sont confiés à Luigi Caccia Dominioni (it). Les vitraux ont été réalisés par le peintre Carlo Bazzi et ont été en partie sauvés de la Seconde Guerre mondiale. De 1990 à 1997 des travaux de rénovation et de modernisation ont lieu pour quasiment l'ensemble de la bibliothèque, grâce au soutien de la Fondation Cariplo et de la Banque Intesa.

## Liste des préfets de la bibliothèque Ambrosienne
Liste des préfets de la bibliothèque Ambrosienne
- Antonio Olgiati, premier préfet de la bibliothèque, de 1607 à 1647,
- Francesco Bernardino Ferrari (1576-1669), préfet de la bibliothèque, de 1647 à 1669,
- Paolo Pietro Bosca (1632-1699), préfet de la bibliothèque de 1669 à 1680,
- Nicolò Rubini (†1717), préfet de la bibliothèque de 1680 à 1682,
- Andrea Pusterla (†1742), préfet de la bibliothèque de 1683 à 1695,
- Antonio Albuzzi (1663-1720), préfet de la bibliothèque de 1695 à 1705,
- Carlo Ambrogio Curioni †1728), préfet de la bibliothèque de 1705 à 1711,
- Giuseppe Antonio Sassi (1675-1751), préfet de la bibliothèque de 1711 à 1751,
- Niccolò Sormani (1710-1767), préfet de la bibliothèque de 1751 à 1767,
- Baldassarre Oltrocchi (1714-1797), préfet de la bibliothèque de 1767 à 1797,
- Giovanni Battista Branca (1722-1799), préfet de la bibliothèque de 1797 à 1799,
- Pietro Cighera (1757-1823), préfet de la bibliothèque de 1800 à 1823,
- Pietro Mazzucchelli (1764-1829), préfet de la bibliothèque de 1823 à 1829,
- Francesco Bentivoglio (1788-1838), préfet de la bibliothèque de 1830 à 1835,
- Bartolomeo Catena (1787-1855), préfet de la bibliothèque de 1835 à 1855,
- Bernardo Gatti (†1870), préfet de la bibliothèque de 1855 à 1870,
- Antonio Maria Ceriani (1828-1907), préfet de la bibliothèque entre 1870 et 1907
- Achille Ratti (1857-1939), préfet de la bibliothèque de 1907 à 1914, pape Pie XI en 1922,
- Luigi Gramatica (1865-1935), préfet de la bibliothèque en 1914 jusqu'en 1924,
- Giovanni Galbiati (1881-1966), préfet de la bibliothèque de 1924 à 1951, préfet honoraire jusqu'à sa mort en 1966,
- Carlo Castiglioni (1884-1964), préfet de la bibliothèque entre 1953 et 1964,
- Angelo Paredi (1908-1997),préfet de la bibliothèque de 1967 à 1984,
- Enrico Galbiati (1914-2004), préfet de la bibliothèque de 1984 à 1987,
- Gianfranco Ravasi (1942- ), préfet de la bibliothèque de 1989 à 2007, cardinal en 2010,
- Franco Buzzi (1948- ), préfet de la bibliothèque depuis 2007.